# Lee Mi-gyeong
Lee Mi-gyeong (født 2. oktober 1991) er en kvindelig sydkoreansk håndboldspiller som spiller for Busan BISCO Handball Club og Sydkoreas kvindehåndboldlandshold.
Hun repræsenterede Sydkorea, under VM i kvindehåndbold 2019 i Japan.
Hun var også med til at vinde guld ved Asienmesterskabet i 2018 i Japan, efter finalesejr over Japan, med cifrene 30-25.